# Gunnkobbarna
Gunnkobbarna är klippor nära Ängsö i Nagu,  Finland.   De ligger i Pargas stad i landskapet Egentliga Finland. Ön ligger omkring 3 kilometer söder om Ängsö, omkring 16 kilometer sydväst om Nagu kyrka,  51 kilometer sydväst om Åbo och 180 km väster om Helsingfors. Närmaste allmänna förbindelse är förbindelsebryggan vid Ängsö som trafikeras av M/S Cheri.
Terrängen runt Gunnkobbarna är mycket platt. Havet är nära Gunnkobbarna söderut.  Närmaste större samhälle är Nagu, 15,6 km nordost om Gunnkobbarna. 